# Телти
Тѐлти (на италиански: Telti) е село и община в Южна Италия, провинция Сасари, автономен регион и остров Сардиния. Разположено е на 326 m надморска височина. Населението на общината е 2217 души (към 2010 г.).